# 최경수 (1950년)
최경수는 대한민국의 공무원으로 제22대 조달청장을 역임하였다. 안동시 출신이다.

## 학력
- 경북고등학교 졸업
- 서울대학교 지리학 학사
- 서울대학교 행정대학원 석사
- 게이오대학교 대학원 경제학 석사
- 숭실대학교 대학원 경제학 박사

## 경력
- 1975: 김천세무서 총무과장
- 1988: 주 일본 대사관 세무관
- 1987: 동대구세무서장
- 1996: 재정경제부 국세심판원 상임심판관
- 1997: 서울지방국세청 재산세국장
- 2001: 재정경제부 국세심판원장
- 2002: 동 세제실장
- 2003: 중부지방국세청장
- 2003: 조달청장
- 2008: 현대증권 사장
- 2013: 한국거래소 이사장

| 전임 김경섭 | 제22대 조달청장 2003년 12월 30일~2005년 7월 27일 | 후임 진동수 |